# Reverend
 Reverend  es una banda de América heavy metal que originalmente basado en Seattle, Washington y está basado en San Antonio, Texas. Reverendo se formó en 1989 por el vocalista de ex-Metal Church David Wayne, quien tomó el nombre de la banda desde su propia moniker, que adquirió como el líder de la "Metal Church". Reverend ha pasado por muchas versiones de formación desde su creación original, y a pesar de la muerte de David Wayne en 2005, la banda está aún activa y sigue desempeñando en su honor.

## Miembros

### Miembros actuales
- Robb Steele - Voz (2009-) (Translucent Existence, Byfist, Bittur Harvest)
- Jason Martínez - Guitarra (2010-)
- Nacho Vara - Guitarra (2002-) (Byfist)
- Marco Villareal - Bajo (2010-)

### Miembros anteriors

#### Voz
- David Wayne (1989–2005) (Metal Church, Heathen, Intrinsic, Bastardsun) - RIP 5/11/2005
- Michael Lance (2006–2009) (Ancient Cross)
- Scott Marker (2009)

#### Guitarra
- Davy Lee - (2002-2010) (Byfist) RIP 10/1/2010
- Chris Nelson (2000–2002) (Faustus, All The Hell Bound)
- Brian Korban (1989–1993) (Heretic)
- Stuart Fujinami (1989–1991) (Heretic)
- Ernesto F. Martinez (1991–1993) (Resistance)

#### Bajo
- Jay Wegener (2002–2003) (Byfist, Heir Apparent)
- John Stahlman (2000–2002) (Faustus , All The Hell Bound)
- Dennis O'Hara (1989–1991) (Heretic, Dreams Of Damnation)
- Angelo Espino (1991–1993) (Hirax, Once Dead, Dissenter, L.S.N., Uncle Slam, Predator, Anger as Art)
- Pete Perez (2002) (Leatherwolf, Spastic Ink, Riot, Karian)
- Brendon Kyle (2004–2008)
- Mike Falletta - (2008–2010)

#### Batería
- Rick Basha (1990–1991) (Armed Forces)
- Jason Ian Rosenfeld (1991–1993) (Anthrax)
- Scott Vogel (1989–1990) (Ray Gunn)
- Todd Stotz (2000–2003)
- Jesse Vara (2004–2008) (Byfist)
- Angel Medellín (2008) (Phansigar)
- Dave Galbert - (2009-2010)

## Discografía

### Álbumes
- World Won't Miss You (1990)
- Play God (1991)
- Resurrected (2010-2011?)

### EP
- Reverend (1989)
- Live (1992)
- A Gathering of Demons (2001)